# عز الدين المدني
عز الدين المدني كاتب تونسي مواليد تونس سنة 1938. كتب الرواية والدراسات الأدبية والمسرح، وترجمت أعماله المسرحية والروائية إلى الإنجليزية والفرنسية والروسية والإيطالية والإسبانية. نال في 1989 وسام الاستحقاق الثقافي وجائزة الدولة التونسية للآداب. في عام 2006 حصل على جائزة (سلطان العويس للسرد) في المسرحية والقصة والرواية. أقبل منذ شبابه على الإنتاج الصحفي والأدبي، فألف الكثير من القصص والمسرحيات ونشر منها مجموعة: (خرافات ومسرحيات)، (ثورة صاحب الحمار) و(رحلة الحلاج)، (ديوان الزنج)، و(الغفران)، و(مولاي السلطان الحفصي).

## التعليم
تعلم مراحله الدراسية الابتدائية والثانوية في تونس. وتابع الدراسة بفرنسا.

## المسيرة المهنية
اشتغل بوزارة الثقافة ثم بالحقل الصحفي مستشارا لدى وزير الثقافة

## التكريم والجوائز
- وسام الاستحقاق الثقافي
- جائزة الدولة التونسية للآداب، 1989
- جائزة سلطان العويس للسرد (في المسرحية والقصة والرواية)، 2006

## الإصدارات
- سهرت منه الليالي لعلي الدوعاجي، جمع وتقديم، الدار التونسية للنشر، 1969
- الأدب التجريبي: مقالات وبيانات متفرقة )، الشركة التونسية للتوزيع، تونس، 1972
- تحت السور (خليط)، الشركة التونسية للتوزيع، تونس، 1975
- أبو القاسم الشابي (بالاشتراك)، المؤلف، تونس، 1984
- رواد التأليف المسرحي (بالاشتراك)، الشركة التونسية للتوزيع، تونس ، 1986 -
- ثورة صاحب الحمار، ديوان الزنج، على البحر الوافر، التربي والتدوير، تعازي فاطمية، الفرس (اقتباس)، كل هذه المسرحيات نشرت ومثلت على الركح في المهرجانات.